# Dunkle Wolfspinne
Die Dunkle oder Gebänderte Wolfspinne (Pardosa amentata), auch Uferwolfspinne oder Uferlaufwolf genannt, ist eine Spinne aus der Familie der Wolfspinnen (Lycosidae). Die paläarktisch verbreitete Spinne zählt zu den häufigsten ihrer Familie in Mitteleuropa und bewohnt eine Vielzahl an eher feuchteren Habitaten (Lebensräumen), ist jedoch vorzugsweise in der Nähe von Gewässern anzutreffen.
Die Dunkle Wolfspinne erhält ihre Trivialnamen u. a. durch ihr dunkleres Erscheinungsbild, welches abhängig von der Körperregion von braunen über grauen bis hin zu schwärzlichen Farbtönen reichen kann und dabei insbesondere das Männchen dunkler erscheinen kann. Ein prägendes Merkmal der Dunklen Wolfspinne sind die dunkleren Ringel, von denen die Trivialbezeichnung „Gebänderte Wolfspinne“ rührt. Die Trivialnamen „Uferwolfspinne“ und „Uferlaufwolf“ sind auf das gehäufte Auftreten der Art an Gewässerufern zurückzuführen. Eine weitere, fehlerhafte Trivialbezeichnung, die aus einer falschen Interpretation des Artnamens amentata als Abwandlung des lateinischen Adjektivs amentia für „wahnsinnig“ hervorgeht, ist demzufolge „Wahnsinnige Wolfspinne“.
Die Dunkle Wolfspinne ist tagaktiv und lebt wie alle Laufwölfe (Pardosa) in Bodennähe. Sie erlegt freilaufend als Lauerjäger und demzufolge ohne Spinnennetz andere Gliederfüßer. Zusätzlich kann die Art auf der Wasseroberfläche laufen. Vor der Paarung vollführt das Männchen einen für Wolfspinnen üblichen Balztanz. Das begattete Weibchen legt dann nach der Paarung einen Eikokon an, den es, wie für Wolfspinnen üblich, an den Spinnwarzen angeheftet mit sich rumträgt. Die Jungtiere klettern nach dem Schlupf auf das Opisthosoma (Hinterleib) der Mutter und lassen sich von dieser eine Zeit lang tragen, ehe sie sich von dem Muttertier trennen und selbstständig heranwachsen.

## Merkmale

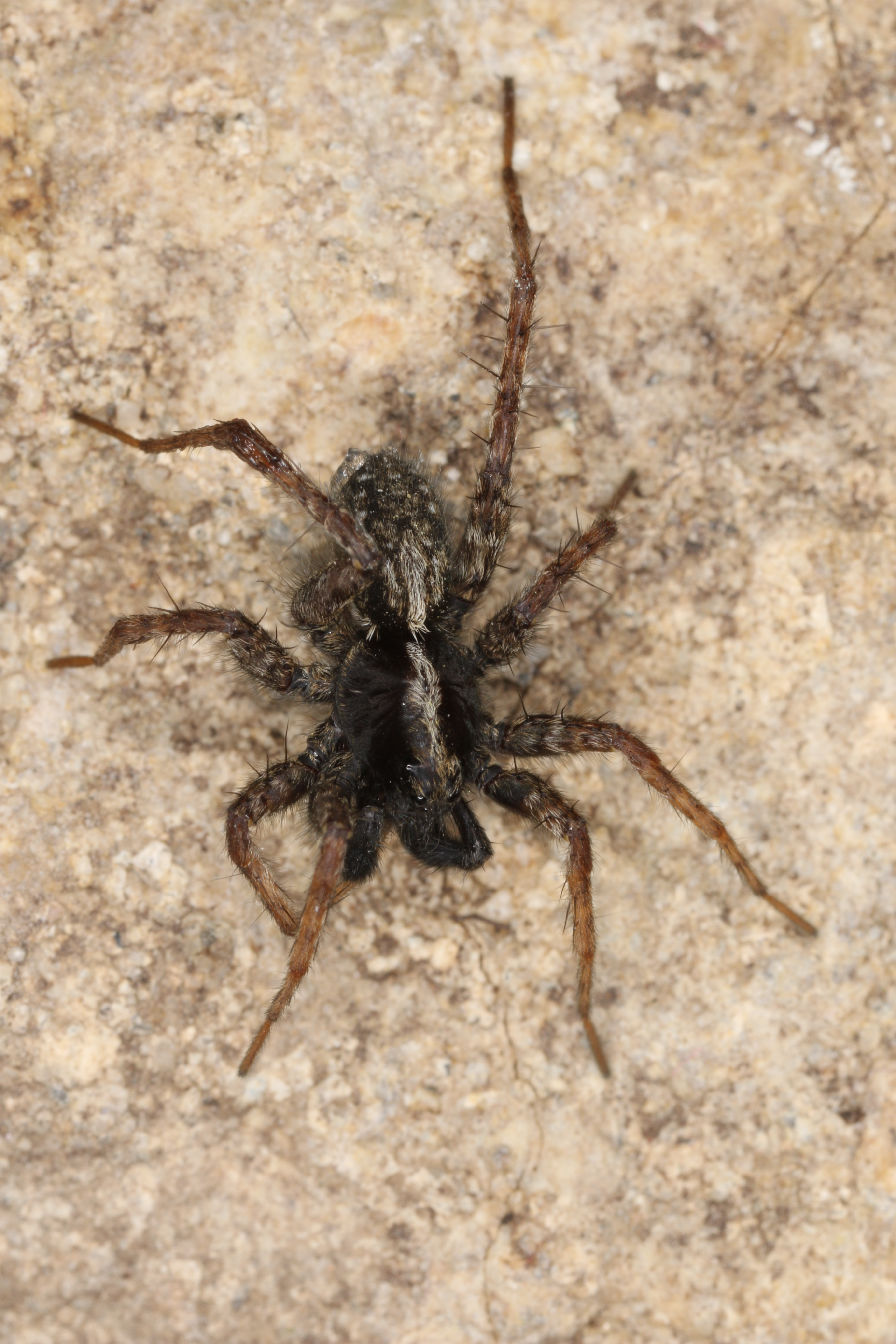
Männchen

Die Körperlänge des Weibchens der Dunklen Wolfspinne beträgt 5,2 bis 8,1 Millimeter und die des Männchens 4,7 bis 6,7 Millimeter. Die durchschnittliche Körperlänge beträgt beim Weibchen 6,3 ± 0,8 und beim Männchen 5,8 ± 0,5 Millimeter. Von der Körperlänge entfallen auf den Carapax (Rückenschild des Prosomas bzw. Vorderkörpers) 2,65 bis 3,53 Millimeter beim Weibchen und 2,56 bis 3,53 beim Männchen, während sich die Durchschnittswerte hier auf 3,14 ± 0,22 beim Weibchen und auf 2,96 ± 0,23 beim Männchen belaufen. Nach bisherigen Messungen kann das Carapax beim Weibchen der Art eine Breite von 2,11 bis 2,75 und durchschnittlich 2,41 ± 0,18, der des Männchens eine von 1,86 bis 2,67 und im Durchschnitt eine von 2,25 ± 0,21 Millimetern besitzen. Das Verhältnis zwischen Länge und Breite des Carapax kann sich beim Weibchen zwischen Werte von 1,19 und 1,42 und beim Männchen auf Werte von 1,2 und 1,44 belaufen, wobei hier die Durchschnittswerte 1,3 ± 0,09 beim Weibchen und 1,32 ± 0,09 beim Männchen betragen. Ferner ist der Carapax beim Weibchen um 54° und beim Männchen um 35° abgewinkelt.
Mit diesen Maßen handelt es sich bei der Dunklen Wolfspinne um einen eher kleineren Vertreter der Wolfspinnen (Lycosidae), dessen Körperbau mit dem anderer Laufwölfe (Pardosa) identisch ist.

### Sexualdimorphismus

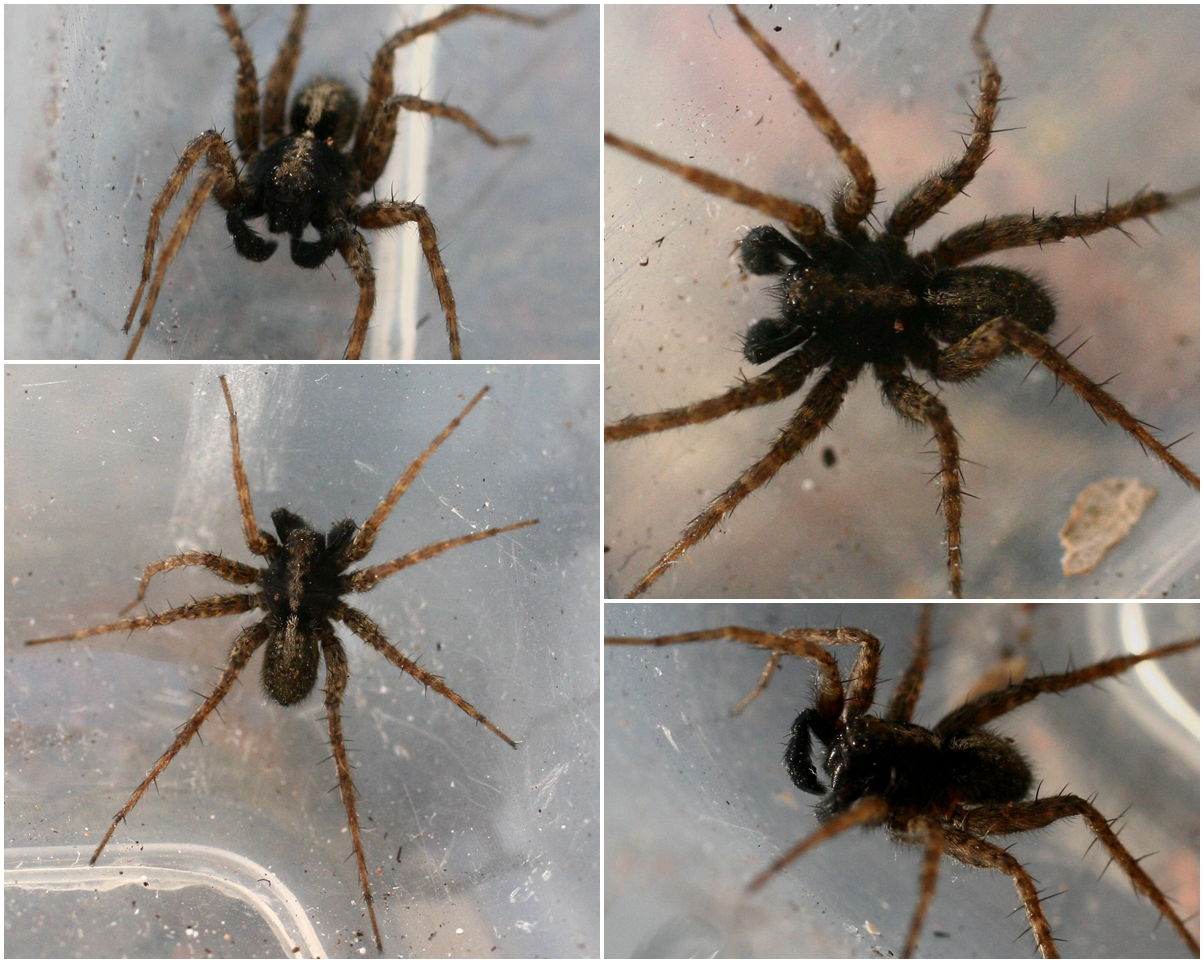
Verschiedene Detailaufnahmen eines Männchens

Wie viele Spinnen besitzt die Dunkle Wolfspinne einen ausgeprägten Sexualdimorphismus, der sich in der Größe und der Färbung beider Geschlechter auszeichnet. Das Männchen erscheint dabei fast schwarz, während das Weibchen überwiegend in verschiedenen Brauntönen gefärbt ist.
Der Carapax ist beim Weibchen braun bis dunkelbraun gefärbt, während er beim Männchen eine deutlich dunklere bis fast schwarze Farbgebung aufweisen kann. Beim Männchen befinden sich hier insbesondere im Bereich der Fovea (Apodem) sehr kurze und irisierende (durch Lichtbruch schillernde) und im Bereich der Augenregion einige gelbbraune Setae (chitinisierte Haare). Dafür ist beim Weibchen der cephale Bereich (Kopfregion) und der Clypeus (schmaler Abschnitt zwischen dem vorderen Augenpaar und dem Rand des Carapax) durch lange, schwarze und aufrecht stehende Setae charakterisiert. Der Carapax trägt bei beiden Geschlechtern ein medianes (mittleres) Längsband, das vorne rötlich und hinten gelblich oder gelbbraun gefärbt ist. Das Band reicht über das Augenfeld und besitzt an der Fovea (Apodem) eine gut sichtbare Einschnürung. Von hinteren Ende bis zur Mitte verbreitet es sich bis zur Einschnürung und wird hinter den Augen wieder abrupt breiter, wobei vordere Teil beim Männchen zumeist undeutlicher bzw. schmaler ausgeprägt ist. Ferner ist das Band hinten schwach gegabelt. Beim Männchen kann das Medianband zusätzlich unterbrochen sein, sticht aufgrund der dunkleren Grundfarbe des Carapax hier jedoch deutlich hervor. Auch ist das hier allgemein breitere Medianband in der Mitte auffällig eingeschnitten. Beim Weibchen verjüngt sich das hier schmalere Medianband posterior (hinten) und hat eine Einkerbung. Neben dem Medianband gibt es auf dem Carapax mehrere laterale (seitliche) und unterbrochene Längsbänder, die jedoch auch fehlend sein können. Diese gelblichen und mitunter undeutlichen Lateralbänder sind durch einen dunkleren Zwischenraum vom äußeren hellen Rand getrennt. Das Weibchen besitzt außerdem lateral auf dem Carapax mehrere gelblich braune Flecken und helle Setae an dessen Rand. Die Cheliceren (Kieferklauen) besitzen eine bräunliche Grundfarbe und erscheinen apikal (zur Spitze hin) heller. Ebenso sind die beim Weibchen anderweitig braun gefärbten Cheliceren apikal dunkelbraun gefärbt, während die beim Männchen dunkelbraunen Cheliceren lange schwarze Setae aufweisen. Das Sternum (Brustschild des Prosoams) verfügt über eine dunkelbraune Färbung sowie gelegentlich ein bleiches Band, das vom anterioren (vorhergehenden) Rand bis zum Zentrum reicht. Beim Weibchen besitzt das Sternum ein schwaches Medianband auf anteriorer (vorhergehender) Fläche und mehrere weiße Setae. Letztere sind im Gegensatz zu dem Medianband auch beim Männchen auf dem Sternum präsent, aber länger als beim Weibchen ausgeprägt.
2012 wurden die Längen der Gliedmaßen je von einem Männchen und von einem Weibchen vermessen, die je eine Körperlänge von 6,6, bzw. 6,9 Millimetern aufwiesen und auf der Halbinsel Krim gefunden wurden.
| Extremitäten                                          | Femur   | Patella | Tibia   | Metatarsus | Tarsus                  | Gesamtlänge |
| ----------------------------------------------------- | ------- | ------- | ------- | ---------- | ----------------------- | ----------- |
| Pedipalpen (umgewandelte Extremitäten im Kopfbereich) | 1,2     | 0,7     | 0,8     | -          | 1,3 (hier der Bulbus)/1 | 4/4,3       |
| Erstes Beinpaar                                       | 2,2/2,4 | 1/1,1   | 1,9     | 2          | 1,4/1,3                 | 8,5/8,7     |
| Zweites Beinpaar                                      | 2,2/2,3 | 1/1,1   | 1,8/1,9 | 2          | 1,3                     | 8,3/8,6     |
| Drittes Beinpaar                                      | 2,2/2,3 | 1/1,1   | 1,7/1,8 | 2,3        | 1,2                     | 8,4/8,7     |
| Viertes Beinpaar                                      | 2,9/3,1 | 1,2     | 2,5/2,7 | 3,8/4      | 1,6                     | 12/12,6     |

Die Beine sind beim Weibchen braun oder gelbbraun und beim Männchen immer gelbbraun gefärbt und mit Ausnahme der Tarsen (Fußglieder) dunkel geringelt. Beim Männchen haben lediglich die Femora (Schenkel) eine braune Grundfarbe und dunkle Ringel, während der Bereich von den Tibien (Schienen) bis zu den Metatarsen (Fersenglieder) hellbraun gefärbt und undeutlich geringelt ist. Wie beim Weibchen sind auch beim Männchen die Tarsen nicht mit Ringeln versehen. Bei dem Männchen wird deren Ausprägung schon bei den Tarsen zunehmend undeutlicher. Die Bestachelung der Beine wurde ebenfalls anhand der beiden 2012 auf der Krim untersuchten Tiere erforscht. Deren Anordnung lässt sich wie bei Spinnen üblich formelweise wiedergeben.
| Beinpaar         | Femur                         | Patella                  | Tibia                              | Metatarsus                              |
| ---------------- | ----------------------------- | ------------------------ | ---------------------------------- | --------------------------------------- |
| Erstes Beinpaar  | d 1-1-1 (a), pl 2, rl 1-1-1   | p 1, rl1; II -pl 1, rl 1 | pl 1-1, rl 1-1, v 2-2-2 (a)        | pl 1-1-1 (a), rl 1-1-1 (a), v 2-2-3 (a) |
| Zweites Beinpaar | d 1-1-1 (a), pl 2, rl 1-1-1   | -                        | pl 1-1, rl 1-1, v 2-2-2 (a)        | pl 1-1-1 (a), rl 1-1-1 (a), v 2-2-3 (a) |
| Drittes Beinpaar | d 1-1-1 (a), pl 1-1, rl 1-1-1 | d 1-1 (a), rl 1, rl 1    | d 1-1, pl 1-1, rl 1-1, v 2-2-2 (a) | pl 1-1-1 (a), rl 1-1-1 (a), v 2-2-3 (a) |
| Viertes Beinpaar | d 1-1-1 (a), pl1-1, rl 1      | d 1-1 (a), pl 1, rl 1    | d 1-1 (a), pl 1, rl 1, v 2-2-2 (a) | pl 1-1-1 (a), rl 1-1-1 (a), v 2-2-3 (a) |

| Beinpaar         | Femur                         | Patella                   | Tibia                              | Metatarsus                              |
| ---------------- | ----------------------------- | ------------------------- | ---------------------------------- | --------------------------------------- |
| Erstes Beinpaar  | d 1-1-1 (a), pl 2-1, r 1-1    | pl 1, rl1; II -pl 1, rl 1 | pl 1-1-1, rl 1, v 2-2-2 (a)        | pl 1-1 (a), rl 1-1 (a), v 2-2-3 (a)     |
| Zweites Beinpaar | d 1-1-1 (a), pl 1-1, rl 1-1-1 | -                         | pl 1-1-1, lr 1-1, v 2-2-2 (a)      | pl 1-1-1 (a), rl 1-1-1 (a), v 2-2-3 (a) |
| Drittes Beinpaar | d 1-1-1 (a), pl 1-1, rl 1-1   | d 1-1 (a), pl 1, rl 1     | d 1-1, pl 1-1, rl 1-1, v 2-2-2 (a) | pl 1-1-1 (a), rl 1-1-1 (a), v 2-2-3 (a) |
| Viertes Beinpaar | d 1-1-1 (a), pl 1-1, rl 1     | d 1-1 (a), pl 1, rl 1     | d 1-1, pl1-1, rl 1-1, v2-2-2 (a)   | p 1-1-1 (a), rl 1-1-1 (a), v 2-2-3 (a)  |

Legende:
- a = apikal
- d = dorsal
- pl= prolateral
- rl = retrolateral
- v = ventral

Die Grundfärbung des Opisthosomas (Hinterleibs) reicht von graubraun über schwarz, wobei es dorsal (oben) olivbraun erscheint. Dabei ist die Dorsalseite des Opisthosomas beim Weibchen eher gelbbraun und schwarz meliert und beim Männchen dunkelbraun gefärbt. Im Bereich des Übergangs vom Prosoma zum Opisthosoma sind oftmals mehrere Büschel weißer Setae vorhanden. Lateral ist das Opisthosoma oft aufgehellt. Das Opisthosoma trägt beim Weibchen anterior ein lanzettförmiges Herzmal, das hier hell und undeutlich erscheint und mit gelbbraunen Setae bedeckt ist. Posterior befinden sich auf dem Opisthosoma beim Weibchen medianene, rotgelbe Winkelflecken und lateral mehrere weiße Punkte. Die Lateralflächen sind hier außerdem dunkelbraun sowie mit einigen gelblich braunen Haaren versehen. Beim Männchen ist das anderweitig identische Herzmal hellrotbraun gefärbt und wird von rötlichen Flecken umrahmt. An das Herzmal schließt hier posterior auf dem Opisthosoma ein rotbraunes Medianband an, das wiederum von zwei Reihen aus weißen Punkten flankiert wird. Die Ventralseite des Opisthosomas trägt beim Männchen ein breites sowie grauweißes Band in lateraler Richtungslage.

Weibchen
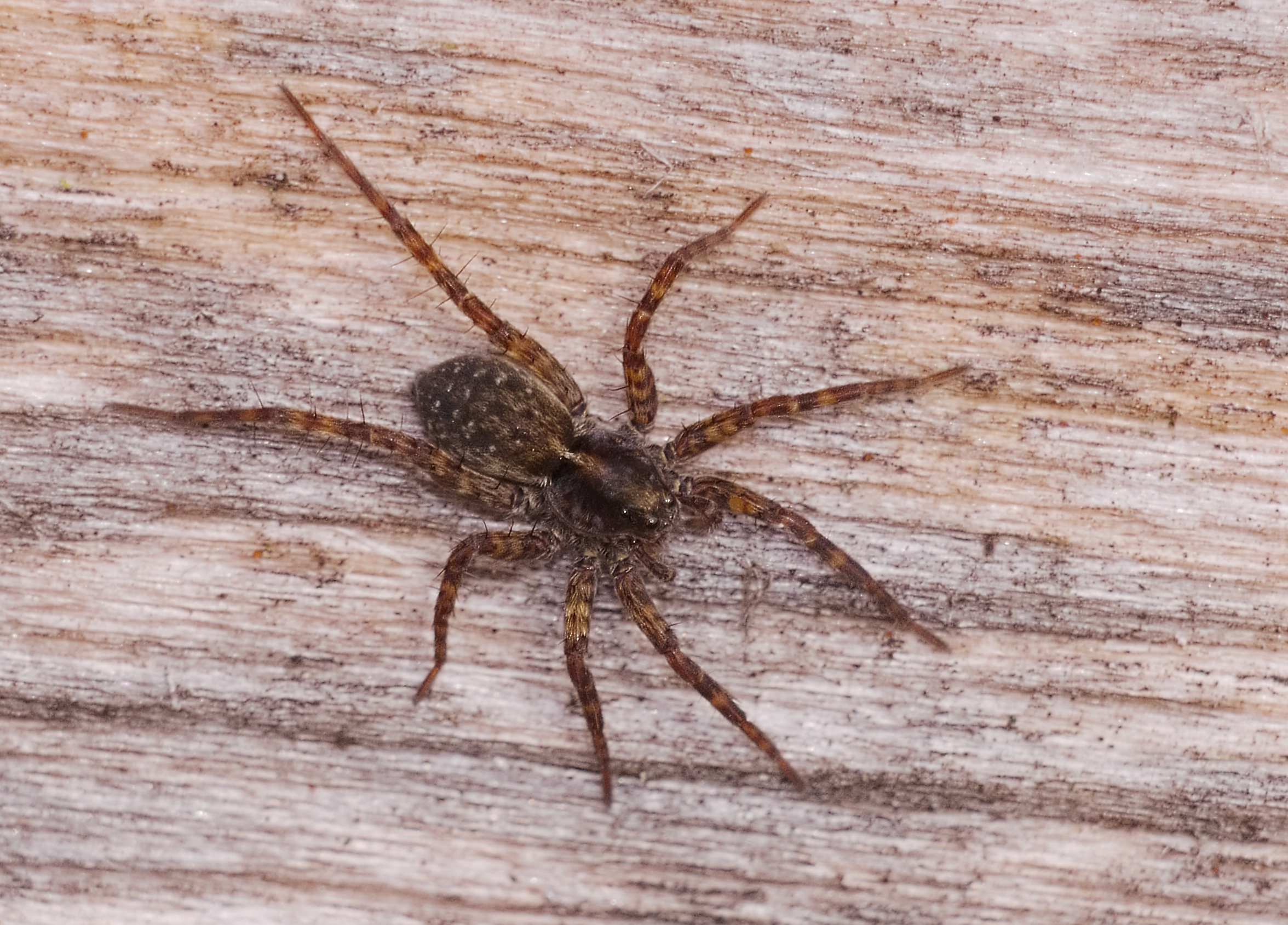
Frontalansicht eines Weibchens
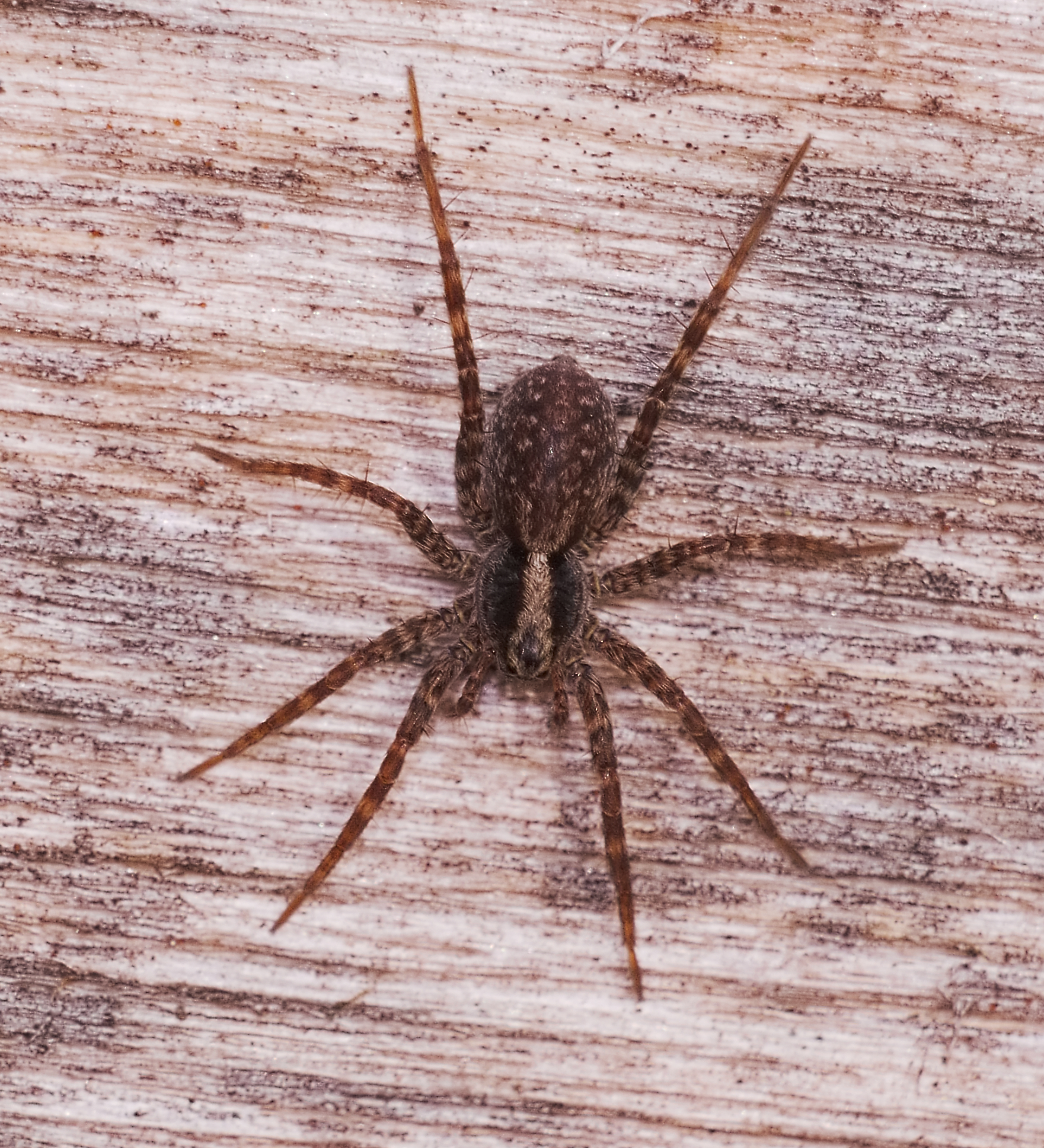
Dorsalansicht eines Weibchens
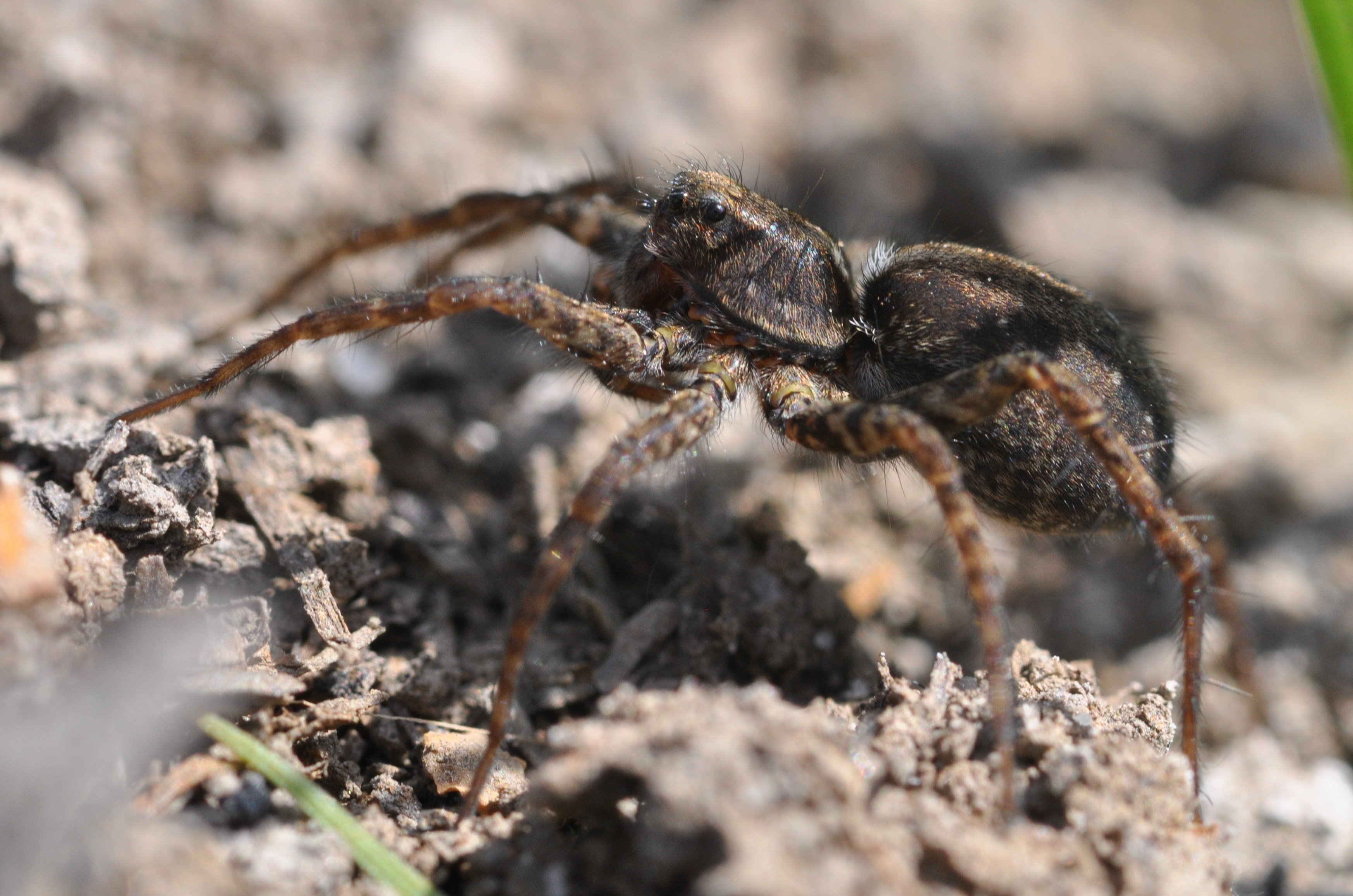
Lateralansicht eines Weibchens
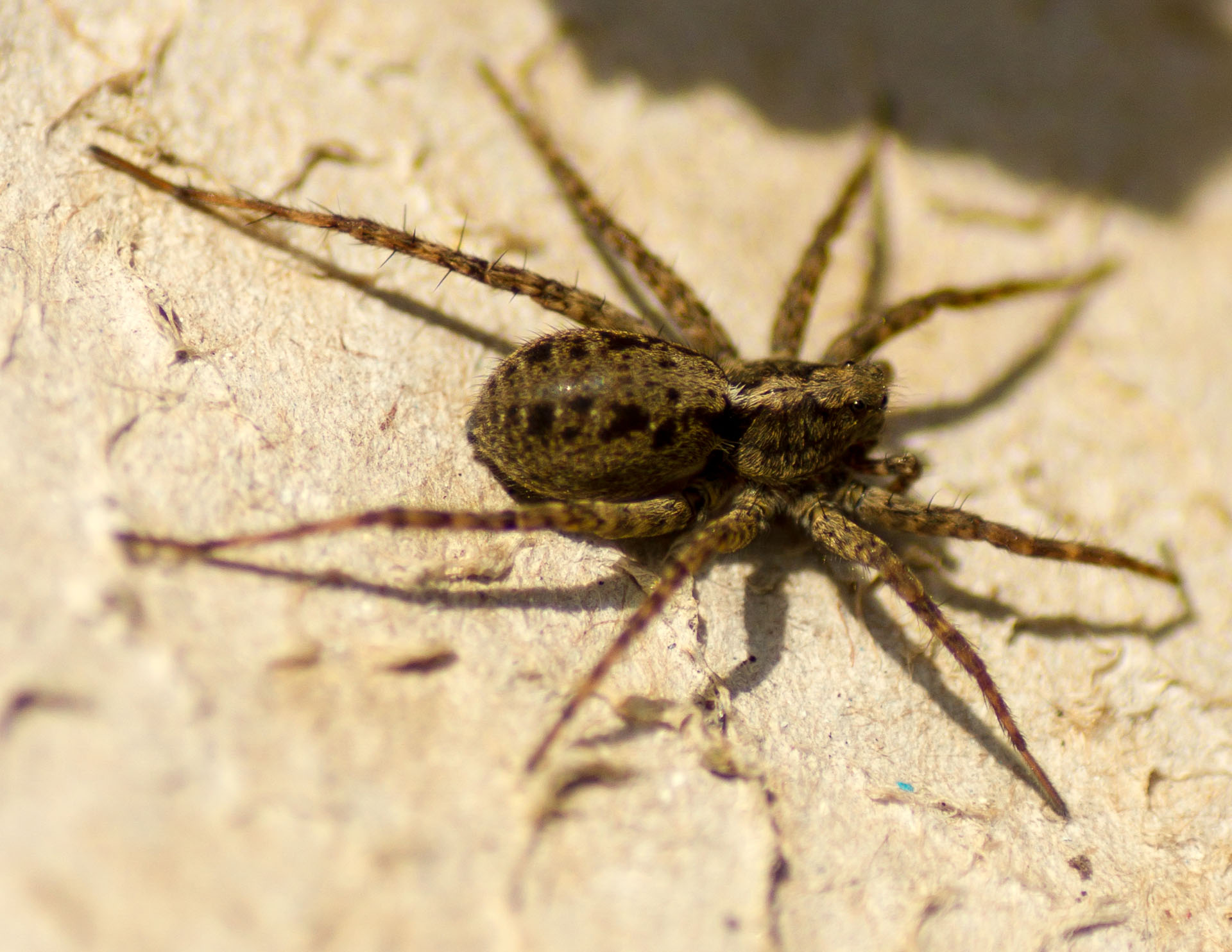
Rückansicht eines Weibchens

Männchen
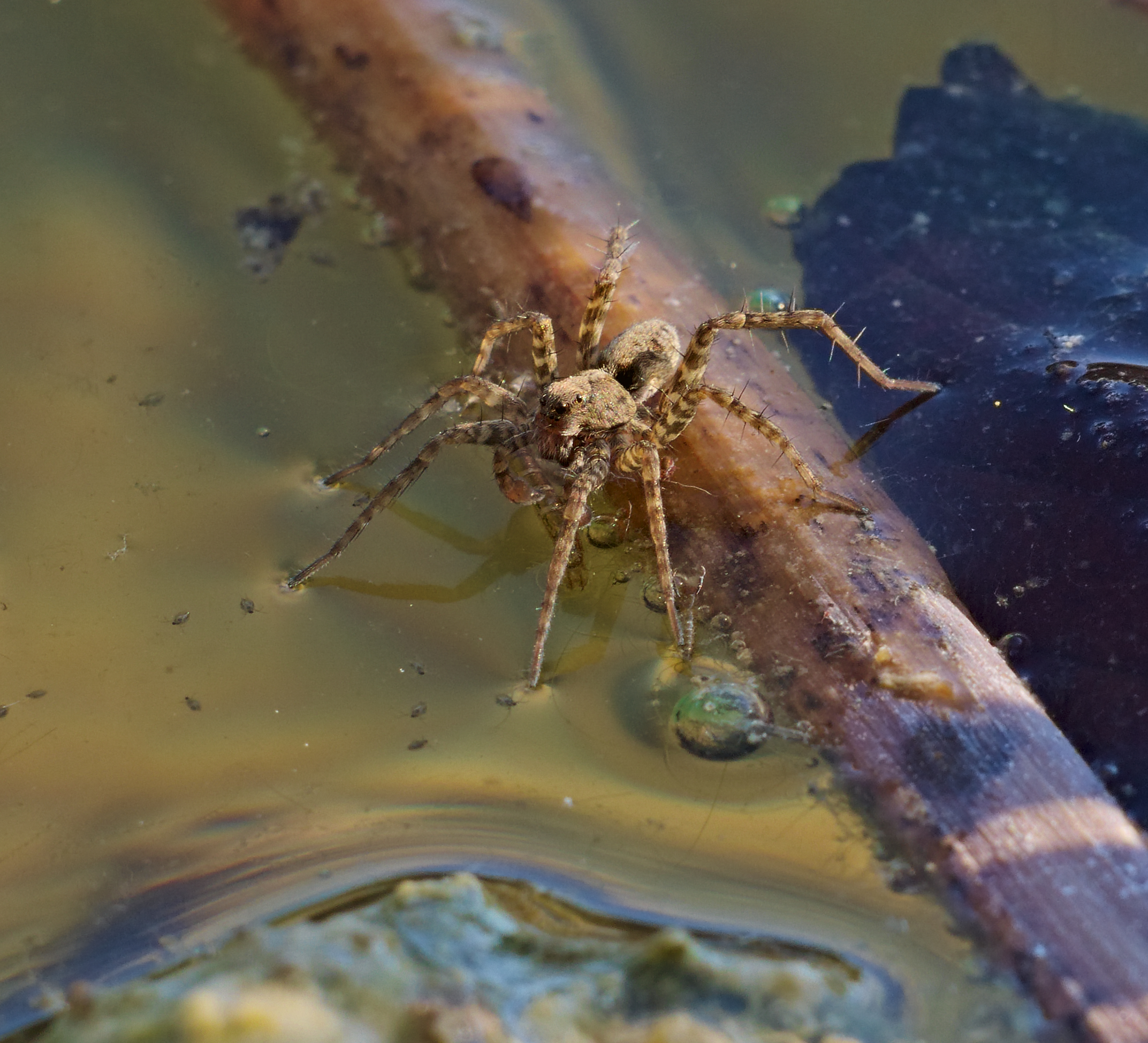
Frontalansicht eines Männchens
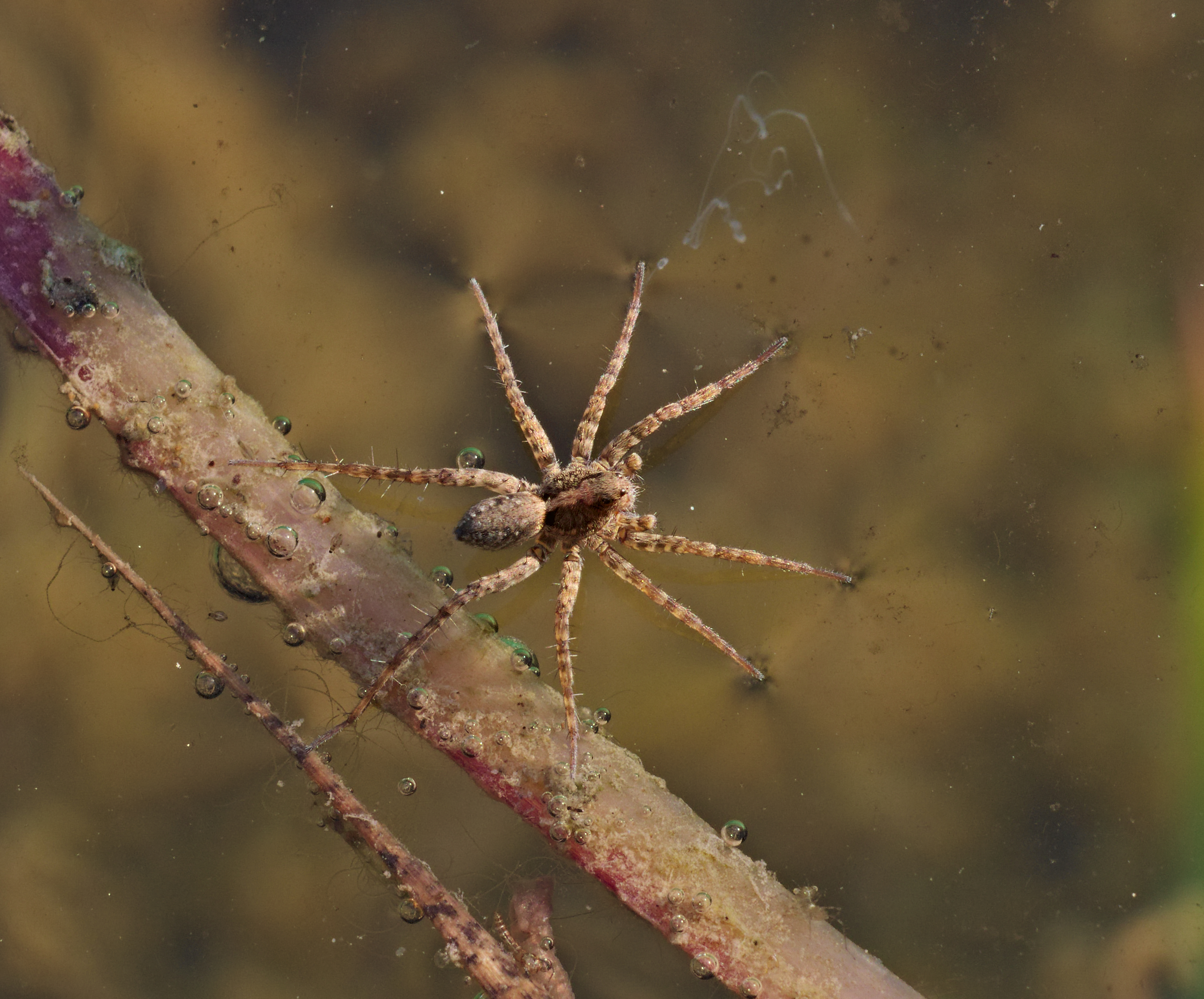
Dorsalansicht eines Männchens
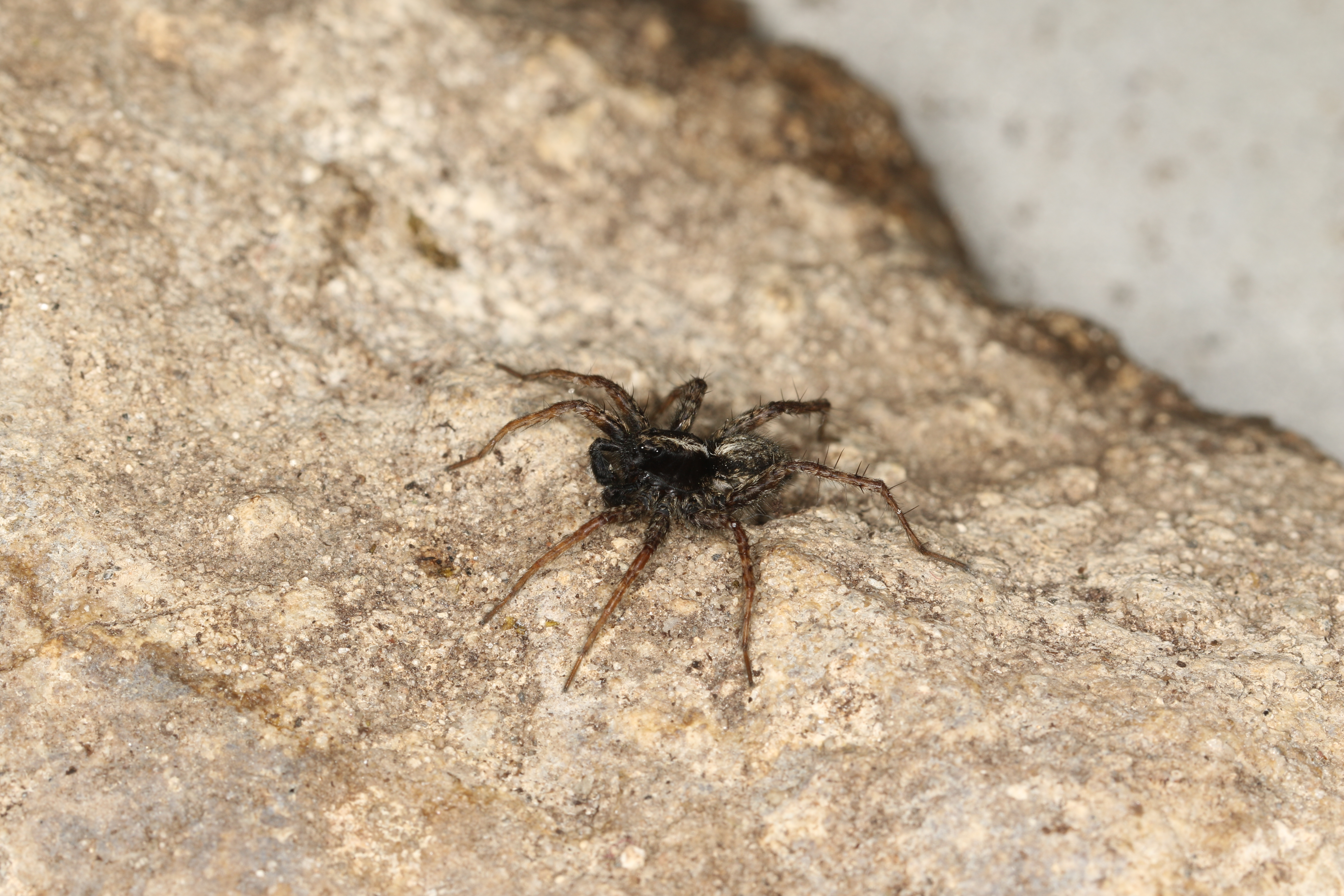
Lateralansicht eines Männchens
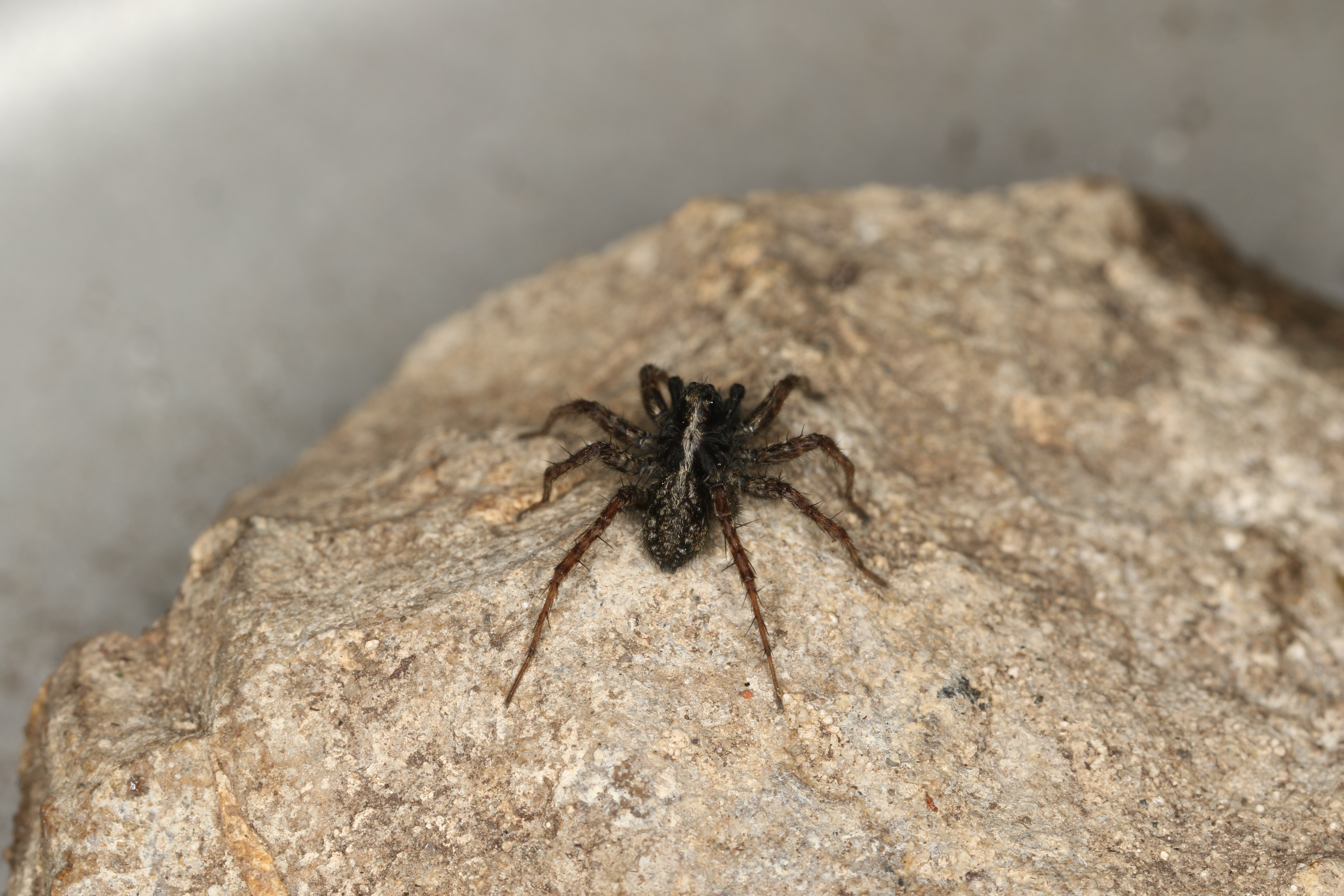
Rückansicht eines Männchens

### Genitalmorphologische Merkmale

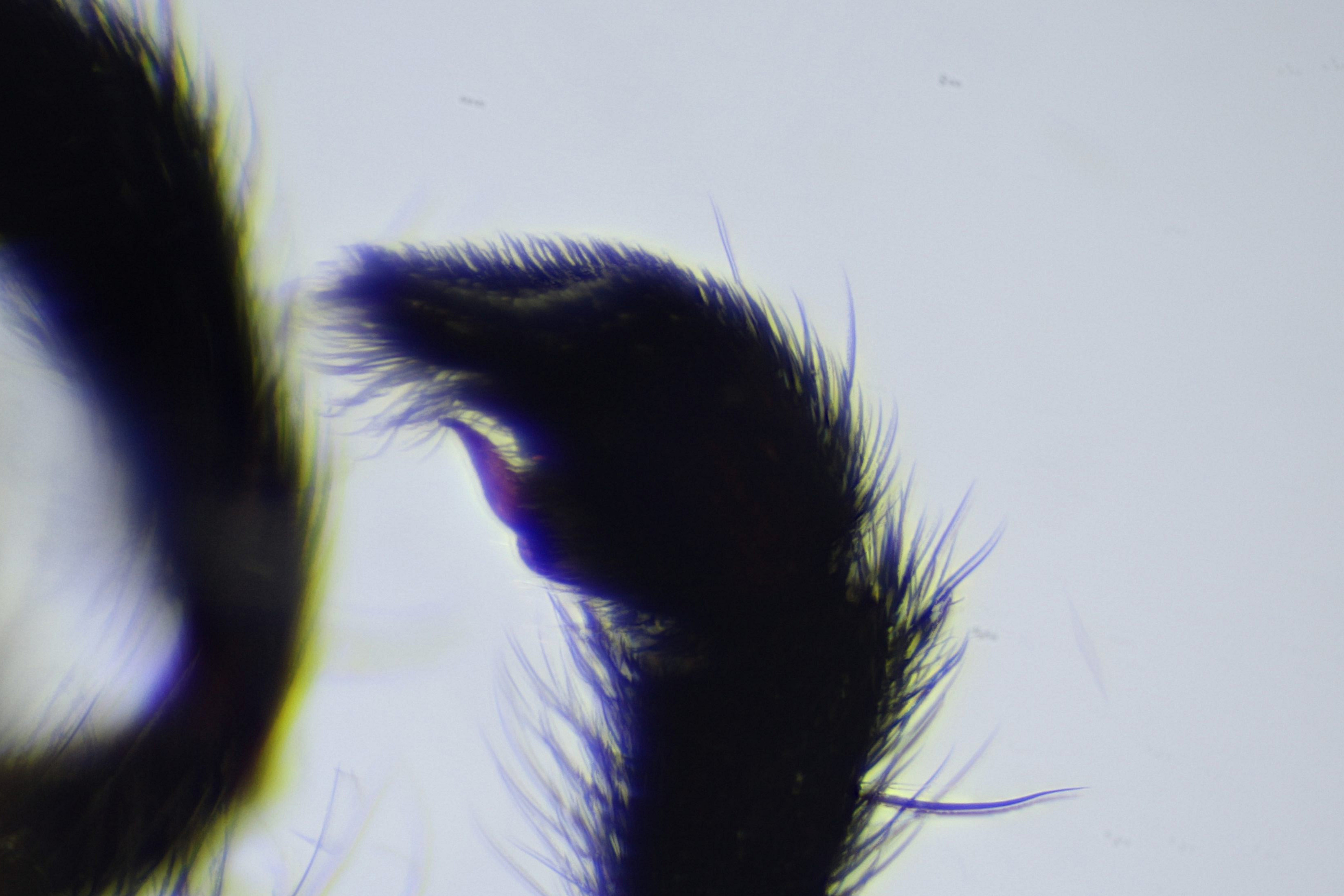
Pedipalpus eines Männchens

Die Pedipalpen (umgewandelte Extremitäten im Kopfbereich) sind beim Männchen der Dunklen Wolfspinne dicht mit schwarzen Setae bedeckt. Während hier die Femora und die Patellae (Glieder zwischen Femora und Tibien) dunkelbraun gefärbt sind, ist die Farbgebung der Tibien der sowie die Bulbi (männliche Geschlechtsorgane) an den Pedipalpen beim Männchen schwarz. Bei einem einzelnen Bulbus ist dessen Cymbium (vorderstes Sklerit, bzw. Hartteil) mit einer Klaue am Ende versehen. Die proximale (zur Körpermitte gelegene) Verzweigung des der tegulären (rückseitige) Apophyse (chitinisierter Fortsatz) erscheint kurz und abgestumpft. Die distale (von der Körpermitte entfernt liegende) Verzweigung dieser Apophyse besitzt im Gegensatz dazu einen schlanken und kurvigen Verlauf. Ein allen Arten der Artengruppe der Dunklen Wolfspinne gemeinsames Merkmal, das sie demzufolge selber aufweist, ist das scharf gebogene und spitz zulaufende Ende der tegulären Apophyse. Die terminale (am Ende gelegene Apophyse) ist basal (an der Basis) breit gebaut und distal (von der Körpermitte entfernt) stark sklerotisiert (flexibel verfestigt). Sie besitzt wie alle Arten der Artengruppe zwei Verzweigungen. Davon ist eine distal verlaufend und reicht auch fast an das distale Ende der Alveole (Mulde) des Bulbus. Der andere Zweig verläuft auf proximaler Fläche und ist diagonal gerichtet. Die Spitze des Embolus (letztes Sklerit des Bulbus) ist bei der Dunklen Wolfspinne sehr dünn.
Die Epigyne (weibliches Geschlechtsorgan) der Art verfügt wie bei allen Vertretern ihrer Artengruppe über anterolaterale (vorne und seitliche) Taschen, die atrial (am Vorhof) nah gelegene Vertiefungen aufweisen. Das mediane Septum (Trennwand) ist bei der Dunklen Wolfspinne breit und erscheint anterior (vorhergehend) flach. Dort besitzt es außerdem wie bei den anderen Arten der Artengruppe einen breiten Verlauf. Das Septum der Dunklen Wolfspinne überdies halbmondförmig. Die Epigyne ist posterior deutlich ausgeprägt und anterior verschmälert. Im anterioren Bereich befinden sich auch die Kopulationsöffnungen, während der posteriore Teil nahe der epigastrischen Furche in die Weite geht. Dadurch erscheint dieser Abschnitt hammerartig geformt. Die Kopulationskanäle sind auffällig eng. Die proximalen Teile der Spermatheken (Samentaschen) sind kurvig geformt und die apikalen gerundet.

### Ähnliche Arten

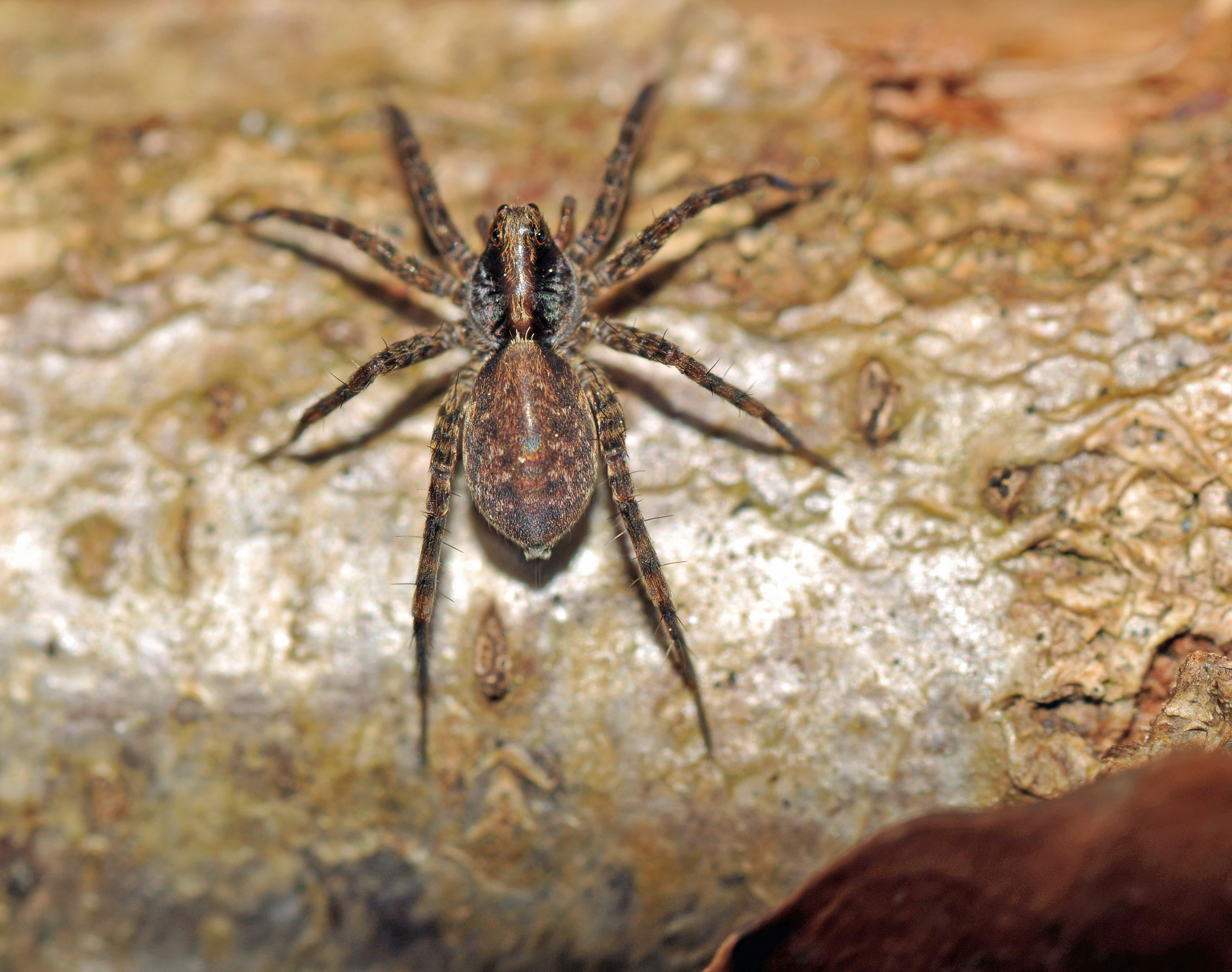
Weibchen der Trauerwolfspinne (Pardosa lugubris)

Die Dunkle Wolfspinne ist sehr leicht mit einigen anderen Laufwölfen (Pardosa) zu verwechseln, darunter etwa der ebenfalls sehr häufigen Trauerwolfspinne (P. lugubris). Diese ist etwa gleich groß oder geringfügig kleiner, jedoch heller als die Dunkle Wolfspinne gefärbt und kontrastreicher gezeichnet. Wie die Dunkle Wolfspinne besitzt auch die Trauerwolfspinne ein Medianband auf dem Carapax, das jedoch lateral deutlicher und geradliniger begrenzt ist. Die Trauerwolfspinne ist jedoch anders als die Dunkle Wolfspinne eher xerothermophil (trockene, offene Lebensräume bevorzugend). Das Cymbium ist bei der Trauerwolfspinne lateral betrachtet auf dorsaler Fläche sehr konvex und überdies vereinzelt mit dunklen und borstenartigen Setae ausgestattet, während der proximale Bereich des Cymbiums bei dieser Art dunkel und der distale bräunlich erscheint. Die Spitze des Embolus ist hier kurz und mit einer kräftigen Kralle ausgestattet.

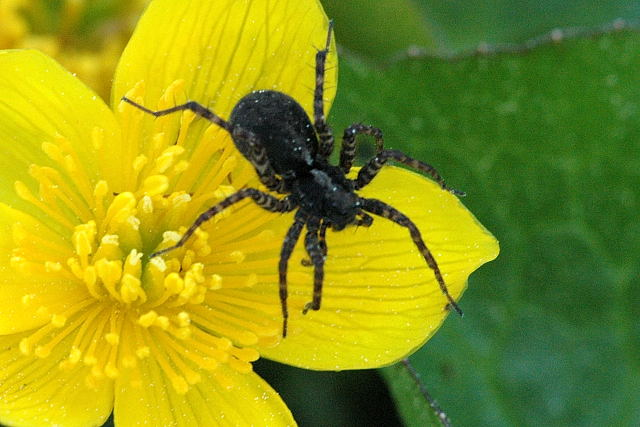
Weibchen der Gartenwolfspinne (Pardosa hortensis)

Eine weitere der Dunklen Wolfspinne sehr ähnliche Art ist die jedoch im Vergleich eher seltenere Gartenwolfspinne (P. hortensis), die überdies etwas kleiner bleibt. Ähnlich wie die Trauerwolfspinne bewohnt die Gartenwolfspinne trockene Areale. Ein einzelner Pedipalpus besitzt beim Männchen letzterer Art einen Zahn an der tegulären (rückseitigen) Apophyse in 5-Uhr-Position. Die Epigyne der Gartenwolfspinne besitzt ein sehr variables Septum, das die Genitalgrube nicht gänzlich einnimmt.

## Vorkommen

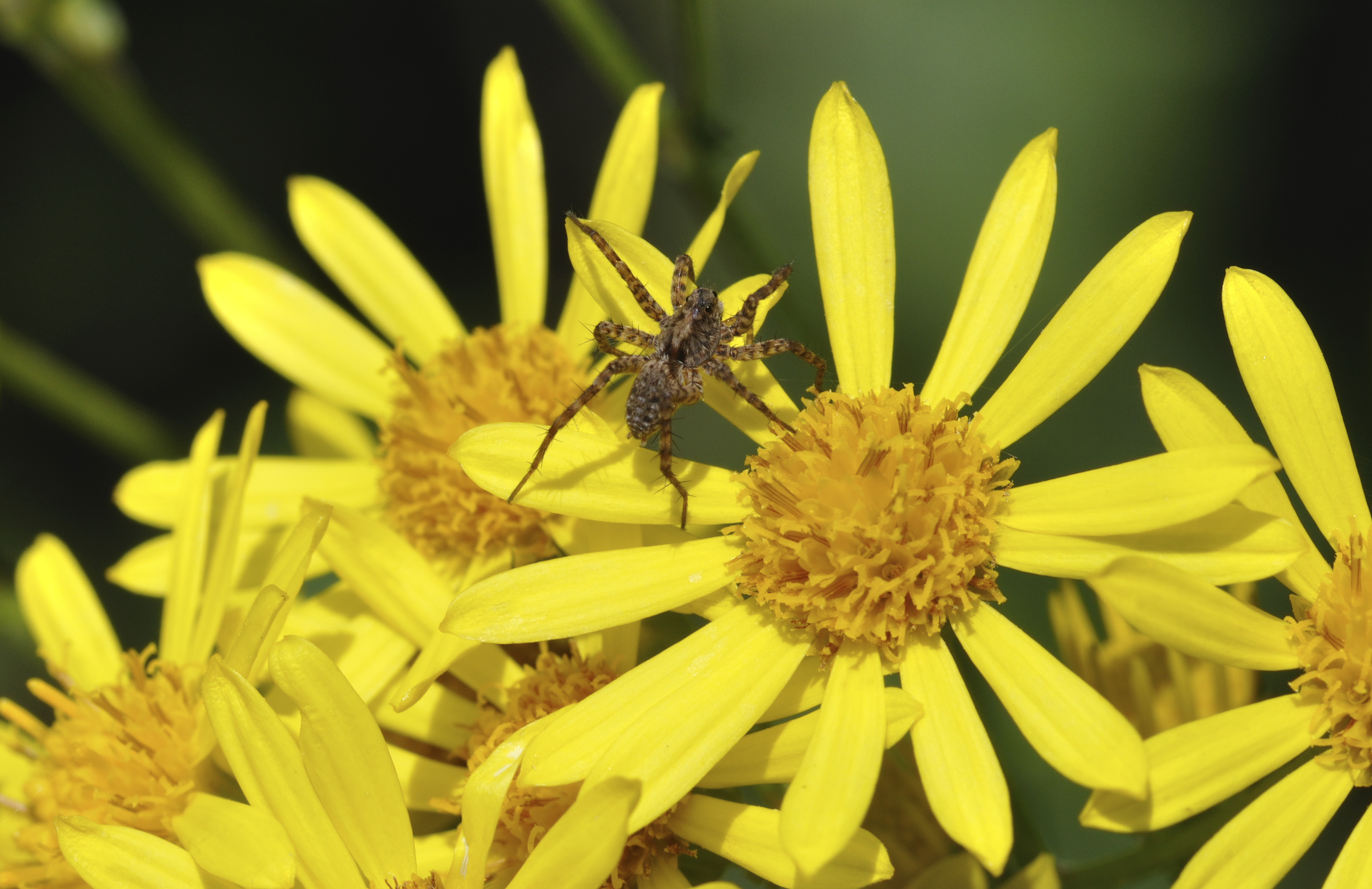
Weibchen auf der Blüte eines Raukenblättrigen Greiskrauts (Senecio erucifolius), gefunden im Alten Flugplatz in Frankfurt am Main.

Das Verbreitungsgebiet der Dunklen Wolfspinne verläuft von fast ganz Europa über die Türkei und Kaukasien bis nach Russland (dort bis nach Südsibirien). Auch in Europa selber ist die Art flächendeckend verbreitet und lediglich auf der Doppelinsel Nowaja Semlja, Island, Portugal sowie allen Mittelmeerinseln mit Ausnahme von Kreta und in Vorderasien in Armenien und in Aserbaidschan nicht nachgewiesen.

### Lebensräume

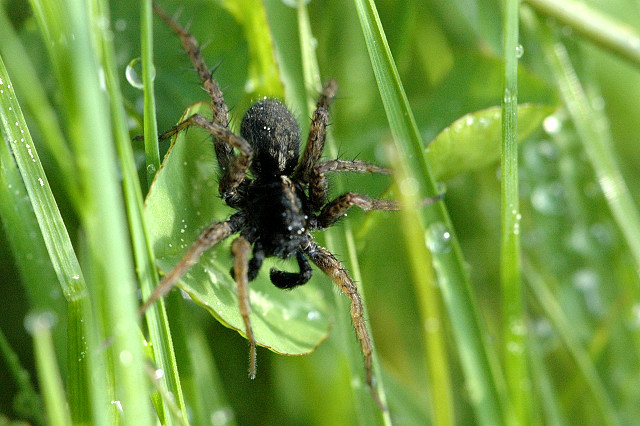
Männchen in einer Grasvegetation, gefunden beim Schloss Commanster im belgischen Teil der Ardennen

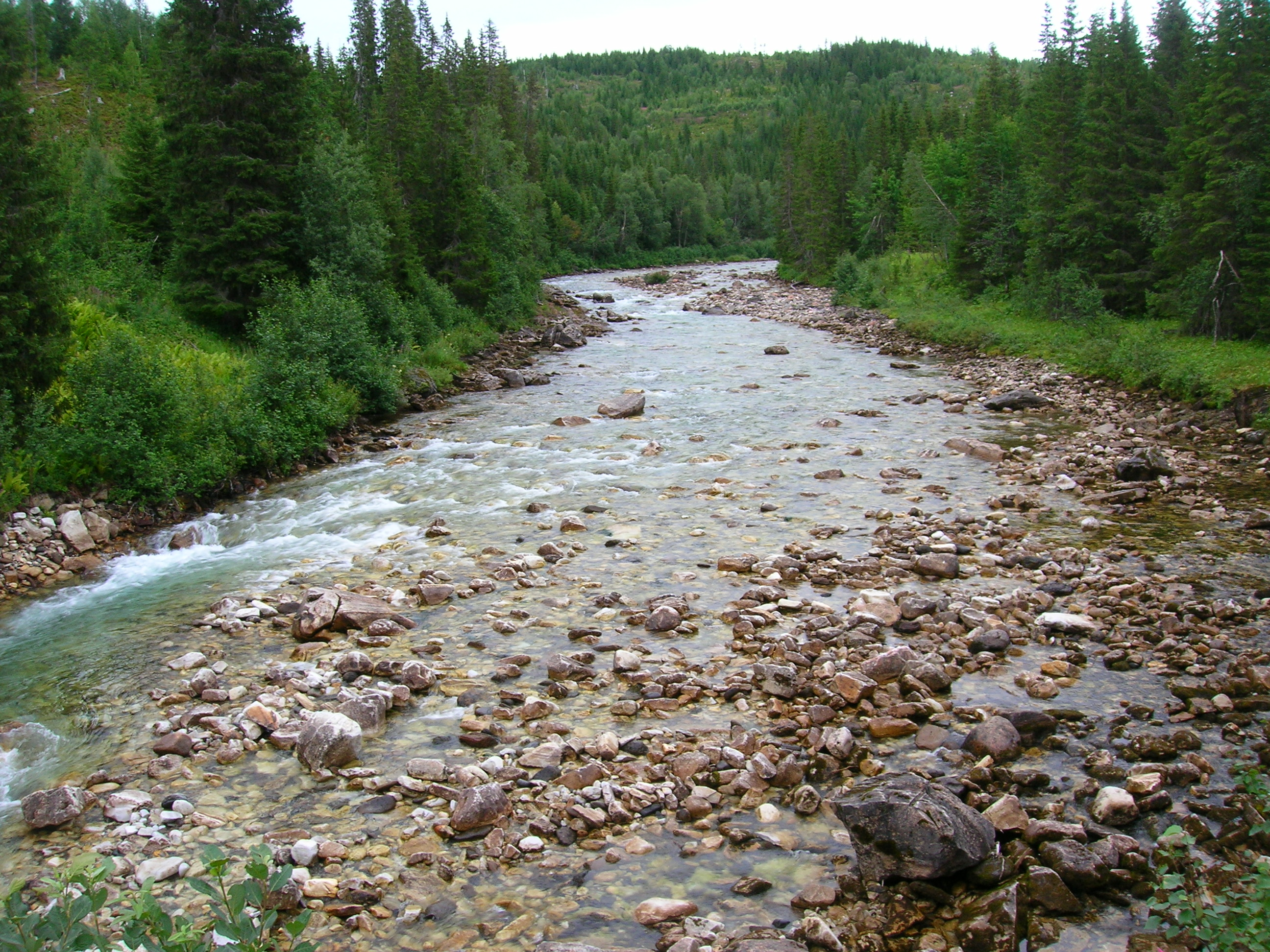
Die Dunkle Wolfspinne nimmt insbesondere gerne Kiesufer wie dieses des norwegischen Flusses Grønnfjellåga als Lebensraum an.

Die Dunkle Wolfspinne gilt allgemein als hygrophile (feuchtliebende) Art und bewohnt eine Vielzahl an Habitaten (Lebensräumen) mit dieser Eigenschaft, bevorzugt darunter jedoch deutlich offenere Bereiche. Häufige Lebensräume der Art sind Graslandschaften, Sümpfe, Fluss- und Bachufer, Salzwiesen, Lichtungen, Wallhecken, Moore, wie Nieder- und Deckenmoore sowie verschiedene Moorlandschaften, Brachen und Ränder von Ackern. Darüber hinaus bewohnt die Dunkle Wolfspinne regelmäßig  Wiesen, darunter Feucht- und Frischwiesen sowie insbesondere steinreiche Uferwiesen genauso wie Kiesufer, Weiden, Hochstaudenflure, Bachufer, Ruderalvegetationen, Feldraine, Säume, Feuchtwälder, Feldgehölze, Buschlandschaften, Hecken und Waldränder.
In Gartenanlagen ist die Dunkle Wolfspinne auch häufig präsent und dort nicht selten die häufigste Art der Laufwölfe (Pardosa). In Lichtungen ist die Art häufig mit der zur gleichen Gattung zählenden Trauerwolfspinne (P. lugubris) anzutreffen. Die Dunkle Wolfspinne bewohnt abgesehen von den erwähnten Habitaten auch seltener Heiden.
Die Dunkle Wolfspinne ist in Europa bis zu einer Höhe von 2.300 Metern über dem Meeresspiegel nachgewiesen. Auf Großbritannien ist die Art bis zu einer Höhe von 920 Metern über dem Meeresspiegel anzutreffen.

### Gefährdung

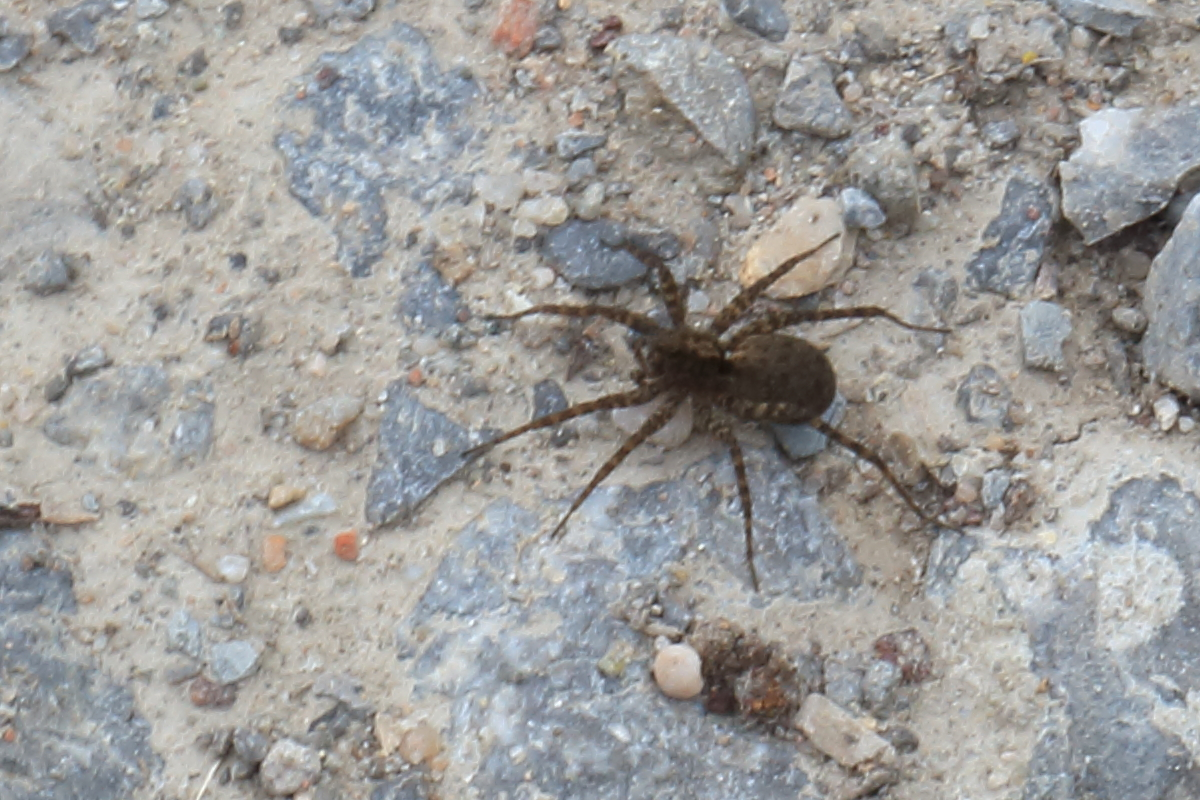
Weibchen auf einem Feldweg in der Nähe eines Bachlaufs, gefunden im Landkreis Heilbronn. Aufgrund ihrer Anpassungsfähigkeit gilt die Dunkle Wolfspinne in vielen Teilen ihres Verbreitungsgebiets als ungefährdet.

Die Dunkle Wolfspinne ist in Europa häufig anzutreffen. In Deutschland zählt sie zu den häufigsten Spinnenarten. Dort gelten Bestände der im Land sehr häufigen Art sowohl lang- als auch kurzfristig als gleichbleibend. In der Roten Liste gefährdeter Arten Tiere, Pflanzen und Pilze Deutschlands bzw. der Roten Liste und Gesamtartenliste der Spinnen Deutschlands (2016) wird die Dunkle Wolfspinne aus dem Grund als „ungefährdet“ gewertet. Gleiches ist bei der Roten Liste Kärntens (1999) der Fall.
Die Dunkle Wolfspinne ist auch in Großbritannien häufig und flächendeckend verbreitet. Hier wird die Art nach IUCN-Regelung in der Kategorie LC („Least Concern“, bzw. nicht gefährdet) erfasst. In selbiger Kategorie wird die Dunkle Wolfspinne in der Roten Liste Norwegens geführt. In der Roten Liste Tschechiens ist die Art in der Kategorie ES („Ecologically Sustainable“, bzw. ökologisch anpassbar) gelistet.

## Lebensweise

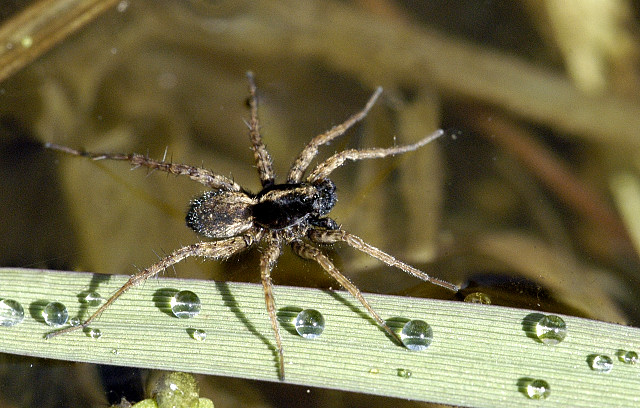
Teilweise auf der Wasseroberfläche befindliches Männchen

Die Dunkle Wolfspinne ist wie alle Laufwölfe (Pardosa) tagaktiv und legt wie die anderen Arten der Gattung und damit auch im Gegensatz zu einigen anderen Wolfspinnen (Lycosidae) keine Wohnröhre an, sondern lebt freilaufend am Boden. Zusätzlich hält sich die Art aber auch gerne auf großen Blättern in der Krautschicht auf, wo sie sich gerne sonnt. Zusätzlich kann die Art im Gegensatz zu den meisten anderen Laufwölfen auch auf der Wasseroberfläche laufen.

### Jagdverhalten und Beutespektrum
Die Dunkle Wolfspinne ernährt sich wie alle Spinnen räuberisch und lebt wie fast alle Wolfspinnen (Lycosidae) als freilaufender Lauerjäger, der demzufolge kein Spinnennetz anlegt. Die Art besitzt wie alle frei jagenden Wolfspinnen (Lycosidae) gut entwickelte Augen und nutzt diese, um Beutetiere aus einigen Zentimetern Entfernung optisch zu orten. Ist ein passendes Beuteobjekt geortet worden, pirscht sich die Spinne an dieses an. Sobald die Spinne nah genug an das Beutetier gelangt, springt sie es an und versetzt ihm mittels seiner Cheliceren einen Giftbiss, wodurch dieses wehr- und fluchtunfähig wird. Daraufhin wird das Beutetier von der Spinne verzehrt.
Die Dunkle Wolfspinne jagt wie alle Laufwölfe (Pardosa) bevorzugt kleinere Insekten. 1970 fand man anhand von Untersuchungen heraus, dass der Jagdtrieb bei trächtigen Weibchen der Art aufgrund von deren gestiegenen Bedarfs an Nährstoffen deutlich gestiegen ist.

## Systematik
Die Dunkle Wolfspinne erhielt verschiedene Bezeichnungen und Synonyme. Erstbeschreiber Carl Alexander Clerck bezeichnete die Art 1757 als Araneus amentatus. Ihre heutige gültige Bezeichnung erhielt sie erstmals 1876 unter Eugène Simon. Diese wird nach einer Nennung der Art unter diesem Namen von Paolo Tongiorgi seit 1966 durchgehend verwendet.